# L-AP4
L-AP4 je lek koji se koristi u naučnim istraživanjima. On deluje kao agonist koji je selektivan za grupu III metabotropnih glutamatnih receptora (4/6/7/8). On je bio privi ligand za koji je utvrđeno da deluje kao selektivni agonist za ovu grupu mGlu receptora. On se koristi u izučavanju ove receptorske familije i njihovih funkcija.